# Caspar Schultze
Caspar Schultz(e) (* 1635 in Bremen; †  März 1715 in Bremen) war ein deutscher Kupferstecher.

## Biografie
Schultze lernte den Beruf eines Kupferstechers. 1656 stellte er sein erstes Porträt als Kupferstich her. 1664 stach er in Zusammenarbeit mit dem Rektor des Gymnasiums illustre Gerhard Meier (1616–1695) einen Stadtplan, der Bremen mit seiner neuen
Befestigung mit Bastionen zeigt. Er beschäftigte sich mit dem Bau von Instrumenten, vor allem im Vermessungswesen. 1690 schuf er einen weiteren, aktuellen Stadtplan von Bremen. Weitere Porträts fertigte er, so auch für Kosters Bremer Chronik. Die Belagerung von Bremen durch die Schweden im Zweiten Bremisch-Schwedischen Krieg von 1666 wurde auch von ihm durch einen Plan dokumentiert.